# Carol Bailly
Carol Bailly (* 1. August 1955 in Brockton, Massachusetts) ist eine schweizerisch-amerikanische Künstlerin der Art brut.

## Leben
Carol Bailly wurde am 1. August 1955 in Brockton, nahe Boston geboren. Ihr Vater war Amerikaner, die Mutter Schweizerin. Als sie 15 Jahre alt war, zog die Familie in die Schweiz, an den Bielersee. Bailly arbeitete dort als Arzthelferin, später in Lausanne als Fernschreiberin. Im Jahr 1983 heiratete sie und zwei Jahre später wurde sie mit Depressionen ins Krankenhaus eingeliefert. Dort begann sie zu zeichnen.
Carol Bailly lebt im Kanton Freiburg, in der Schweiz.

## Werk
Bailly begann ab 1980 sich künstlerisch zu betätigen. Sie fertigte Collagen, diese druckte sie im Siebdruck. Nach einer schweren Depression, die sie im Jahr 1985 erlitt, fing sie autodidaktisch an zu zeichnen. Ihre Werke zeichnen sich durch eine große Farbigkeit aus und strahlen dadurch einen gewissen Überschwang aus. Audrey Hepburn, Grace Kelly, Madonna und insbesondere Frida Kahlo erscheinen häufig als die Verkörperung der Musen und archetypischen Künstlerinnen in den Werken von Carol Bailly. Die Köpfe und Lippen ihrer Figuren sind systematisch riesig und unproportioniert. Weitere wiederkehrende Motive sind Klaviere, Pflanzen und Häuserzeilen. Baily versucht durch ihre Werke Frauen eine Stimme zu geben und in ihren Skizzen erzählt sie von Träumen, Rückschlägen oder Lebensfreude. Für ihre Zeichnungen verwendet sie  Tusche, Gouache und Buntstifte in leuchtenden Tönen.
In ihren Zeichnungen bringt Bailly Schriftpassagen unter, die den Umrissen der Figuren folgen. Manche dieser Passagen werden zu Texten in Sprechblasen. Diese Darstellungen erinnern an das  Layout von Comics.
Werke von ihr befinden sich im Musée de la Création Franche, Bègles und in der Collection de l’Art Brut, Lausanne.